# Henry G. Roe
Henry G. Roe est un astronome américain né en 1975 et travaillant à l'observatoire Lowell.

## Biographie
Il a obtenu un doctorat en astrophysique à l'Université de Californie en 2002.
Le Centre des planètes mineures le crédite de la découverte de l'objet transneptunien (120347) Salacie effectuée le 22 septembre 2004 avec la collaboration de Kristina M. Barkume et Michael E. Brown.
L'astéroïde (28803) Roe a été nommé en son honneur.